# كأس السوبر الكويتي 2011
كأس السوبر الكويتي 2011 هي مباراة أقيمت في 13 أغسطس 2011 بين نادي كاظمة ونادي القادسية. المباراة تجمع بين بطل الدوري الكويتي وبطل كأس الأمير الكويتي، وتعتبر المباراة هي بداية انطلاق الموسم الكروي الكويتي لعام 2011 وهو رابع سوبر كرة قدم يقام في الكويت وفاز بها نادي القادسية بنتيجة هدف مقابل لا شيء.

## المباراة
| نادي كاظمة الكويتي | 0 – 1 | نادي القادسية الكويتي |
| ------------------ | ----- | --------------------- |
|                    |       | أحمد عجب 74'          |

## البطل
| كأس السوبر الكويتي 2011 |
| ----------------------- |
| القادسية اللقب الثاني   |
|                         |